# 자니 로켓
더 자니 로켓 그룹 주식회사(The Johnny Rockets Group Inc.)은 미국의 햄버거 가맹업 음식점이다. 1986년 6월 6일 미국의 캘리포니아주 로스앤젤레스에서 론(Ronn Teitelbaum)에 의해 창립되었다. 본사는 매사추세츠주 윌브라햄에 있다.
대한민국에서는 2011년 2월부터 신세계그룹에서 운영해 왔으나, 2023년 3월 라이선스 만료 후 신세계그룹이 재계약하지 않으면서 대한민국에서 철수했다.